# Éguilly
Pour l’article homonyme, voir Éguilly-sous-Bois.
Éguilly est une commune française située dans le canton d'Arnay-le-Duc du département de la Côte-d'Or, en région Bourgogne-Franche-Comté.

## Géographie
Éguilly est situé dans la vallée de l'Armançon, sur les rives du canal de Bourgogne, à 50 km de Dijon. L'autoroute A6 longe le village.

### Climat
Pour des articles plus généraux, voir Climat de la Bourgogne-Franche-Comté et Climat de la Côte-d'Or.
En 2010, le climat de la commune est de type climat des marges montargnardes, selon une étude du Centre national de la recherche scientifique s'appuyant sur une série de données couvrant la période 1971-2000. En 2020, Météo-France publie une typologie des climats de la France métropolitaine dans laquelle la commune est exposée à un climat océanique altéré et est dans la région climatique  Lorraine, plateau de Langres, Morvan, caractérisée par un hiver rude (1,5 °C), des vents modérés et des brouillards fréquents en automne et hiver. 
Pour la période 1971-2000, la température annuelle moyenne est de 9,9 °C, avec une amplitude thermique annuelle de 16,3 °C. Le cumul annuel moyen de précipitations est de 897 mm, avec 12,8 jours de précipitations en janvier et 7,9 jours en juillet. Pour la période 1991-2020, la température moyenne annuelle observée sur la station météorologique de Météo-France la plus proche, « Pouilly-en-Aux_sapc », sur la commune de Pouilly-en-Auxois à 6 km à vol d'oiseau, est de 10,7 °C et le cumul annuel moyen de précipitations est de 859,1 mm,. Pour l'avenir, les paramètres climatiques de la commune estimés pour 2050 selon différents scénarios d'émission de gaz à effet de serre sont consultables sur un site dédié publié par Météo-France en novembre 2022.

## Urbanisme

### Typologie
Au 1er janvier 2024, Éguilly est catégorisée commune rurale à habitat très dispersé, selon la nouvelle grille communale de densité à 7 niveaux définie par l'Insee en 2022.
Elle est située hors unité urbaine et hors attraction des villes,.

### Occupation des sols
L'occupation des sols de la commune, telle qu'elle ressort de la base de données européenne d’occupation biophysique des sols Corine Land Cover (CLC), est marquée par l'importance des territoires agricoles (70,3 % en 2018), une proportion sensiblement équivalente à celle de 1990 (70,7 %). La répartition détaillée en 2018 est la suivante : 
prairies (46,1 %), forêts (20,9 %), zones agricoles hétérogènes (14,7 %), terres arables (9,4 %), zones urbanisées (4,4 %), zones industrielles ou commerciales et réseaux de communication (3,4 %), milieux à végétation arbustive et/ou herbacée (1 %). L'évolution de l’occupation des sols de la commune et de ses infrastructures peut être observée sur les différentes représentations cartographiques du territoire : la carte de Cassini (XVIIIe siècle), la carte d'état-major (1820-1866) et les cartes ou photos aériennes de l'IGN pour la période actuelle (1950 à aujourd'hui).

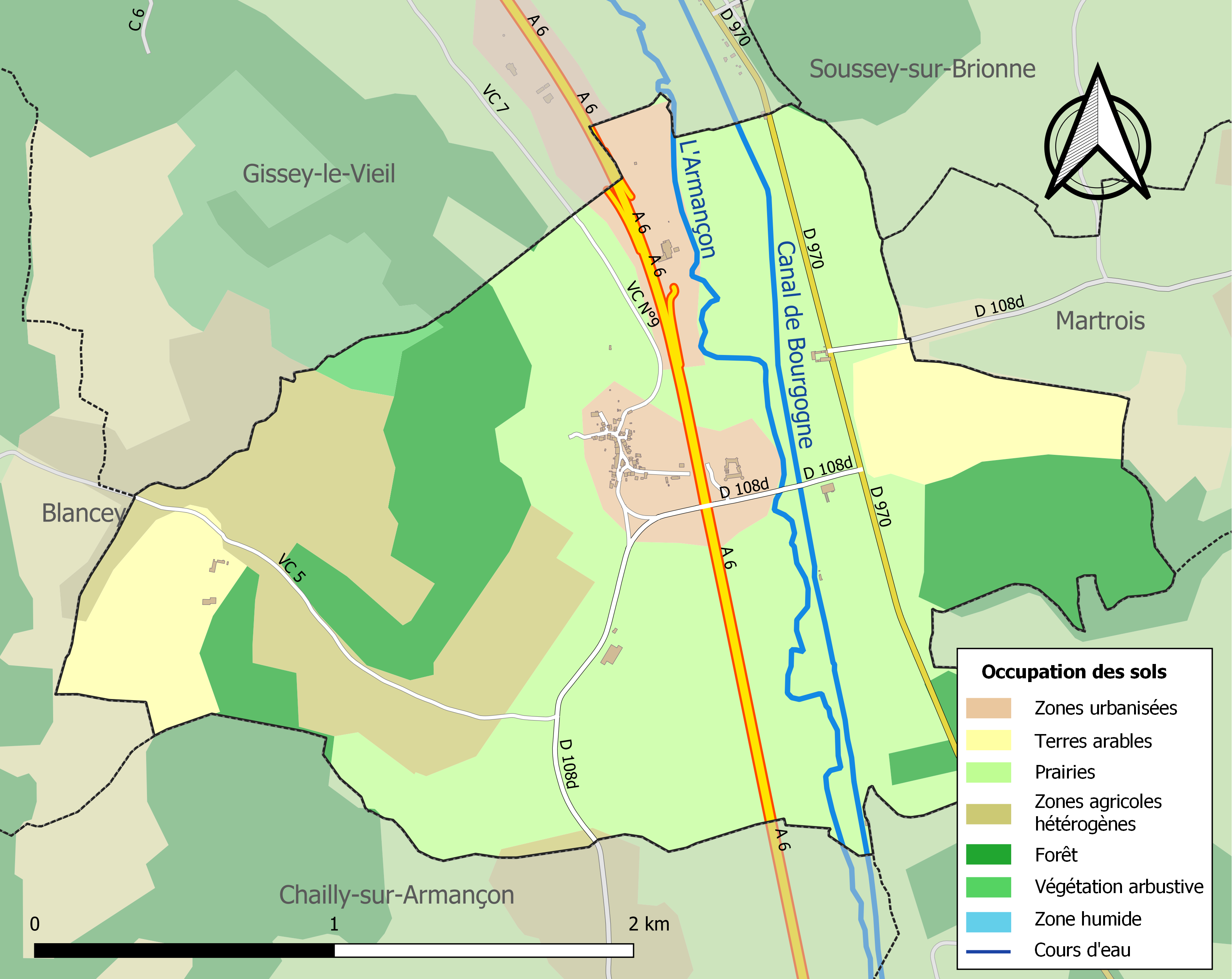
Carte des infrastructures et de l'occupation des sols de la commune en 2018 (CLC).

## Histoire
Le fief d'Eguilly appartenait à un lignage chevaleresque. Il est distinct de la commune de l'Aube.
- Dreue d'Esguilly est inhumé en l'abbatiale Saint-Bénigne de Dijon en 1343 où sa tombe se voit encore. Son écu est pendu par une courroie passée à son bras gauche, portant cinq oiseaux (deux, deux et un) et un lambel à l'antique à trois pendants. Il tient une lance. C'est certainement son statut de fils ou de petit-fils de Marguerite d'Arc (Arc-sur-Tille), elle aussi inhumée en l'abbatiale, qui lui a valu cet honneur. Hugues d'Arc (de 1269 à 1300) et Henri d'Arc (de 1304 à 1307) en furent les abbés.
- Jeanne d'Esguilly petite-fille de Marguerite d'Arc, a épousé Guiot de Perrigny mort avant 1340 puis Guillaume de Choiseul. Elle est dame d'Aigremont et de Perrigny en 1372.
- Othe d'Esguilly, petit-fils de Marguerite d'Arc, chevalier dès 1350. Actif militaire, il participe au nettoyage de la région. La duchesse de Bourgogne lui confie l'inspection des forteresses de l'Auxois en 1373. Il meurt avant 1379. Epoux de Jeanne de Dampierre, dame de Mareulx, morte avant 1379.
- Thomas d'Esguilly, petit-fils de Marguerite d'Arc. Capitaine de Pontaillier en 1364. De 1400 à 1406, il ne cesse de céder à la famille Poinsot de Saint-Seine des éléments toujours plus nombreux de son patrimoine, pour terminer par sa maison-fort d'Eguilly. Les acquéreurs prendront ensuite le nom d'Esguilly.
- À partir de 1442, d'autres d'Esguilly sont connus près d'Arnay-le-Duc. Sous les ordres du bâtard Corneille de Bourgogne (+1452), Jean d'Esguilly participe à l'assaut bourguignon contre la ville de Luxembourg en 1443. Prisonnier à Metz par les hommes de Charles VII, il est délivré sur l'instance du Bâtard. Sa veuve vit à Beaune en 1470. La famille n'ayant que des filles connues jusqu'en 1486, le nom d'origine chevaleresque disparait dès lors.

## Politique et administration
Cette petite commune proche de Pouilly-en-Auxois, dans l'ouest de la Côte-d'Or, a voté à 60,98 % pour Marine Le Pen en 2012 selon le ministère de l'intérieur, ce qui constitue le record de France jusqu'à présent.
| Période                                  | Période  | Identité           | Étiquette | Qualité       |
| ---------------------------------------- | -------- | ------------------ | --------- | ------------- |
| mars 2001                                | En cours | Jean-Marie Faivret | LR        | Fonctionnaire |
| Les données manquantes sont à compléter. |          |                    |           |               |

## Démographie
L'évolution du nombre d'habitants est connue à travers les recensements de la population effectués dans la commune depuis 1793. Pour les communes de moins de 10 000 habitants, une enquête de recensement portant sur toute la population est réalisée tous les cinq ans, les populations de référence des années intermédiaires étant quant à elles estimées par interpolation ou extrapolation. Pour la commune, le premier recensement exhaustif entrant dans le cadre du nouveau dispositif a été réalisé en 2005.

En 2022, la commune comptait 70 habitants, en évolution de +12,9 % par rapport à 2016 (Côte-d'Or : +0,82 %, France hors Mayotte : +2,11 %).
| 1793 | 1800 | 1806 | 1821 | 1831 | 1836 | 1841 | 1846 | 1851 |
| ---- | ---- | ---- | ---- | ---- | ---- | ---- | ---- | ---- |
| 191  | 167  | 191  | 185  | 227  | 244  | 252  | 210  | 209  |

| 1856 | 1861 | 1866 | 1872 | 1876 | 1881 | 1886 | 1891 | 1896 |
| ---- | ---- | ---- | ---- | ---- | ---- | ---- | ---- | ---- |
| 215  | 187  | 165  | 143  | 136  | 149  | 135  | 130  | 129  |

| 1901 | 1906 | 1911 | 1921 | 1926 | 1931 | 1936 | 1946 | 1954 |
| ---- | ---- | ---- | ---- | ---- | ---- | ---- | ---- | ---- |
| 115  | 102  | 102  | 78   | 80   | 88   | 86   | 77   | 66   |

| 1962 | 1968 | 1975 | 1982 | 1990 | 1999 | 2005 | 2006 | 2010 |
| ---- | ---- | ---- | ---- | ---- | ---- | ---- | ---- | ---- |
| 76   | 64   | 61   | 53   | 38   | 40   | 59   | 61   | 61   |

| 2015 | 2020 | 2022 | - | - | - | - | - | - |
| ---- | ---- | ---- | - | - | - | - | - | - |
| 62   | 69   | 70   | - | - | - | - | - | - |

## Économie
L'aire de service des Lochères sur l'autoroute A6, en direction de Paris, se trouve sur le territoire communal;

## Culture locale et patrimoine

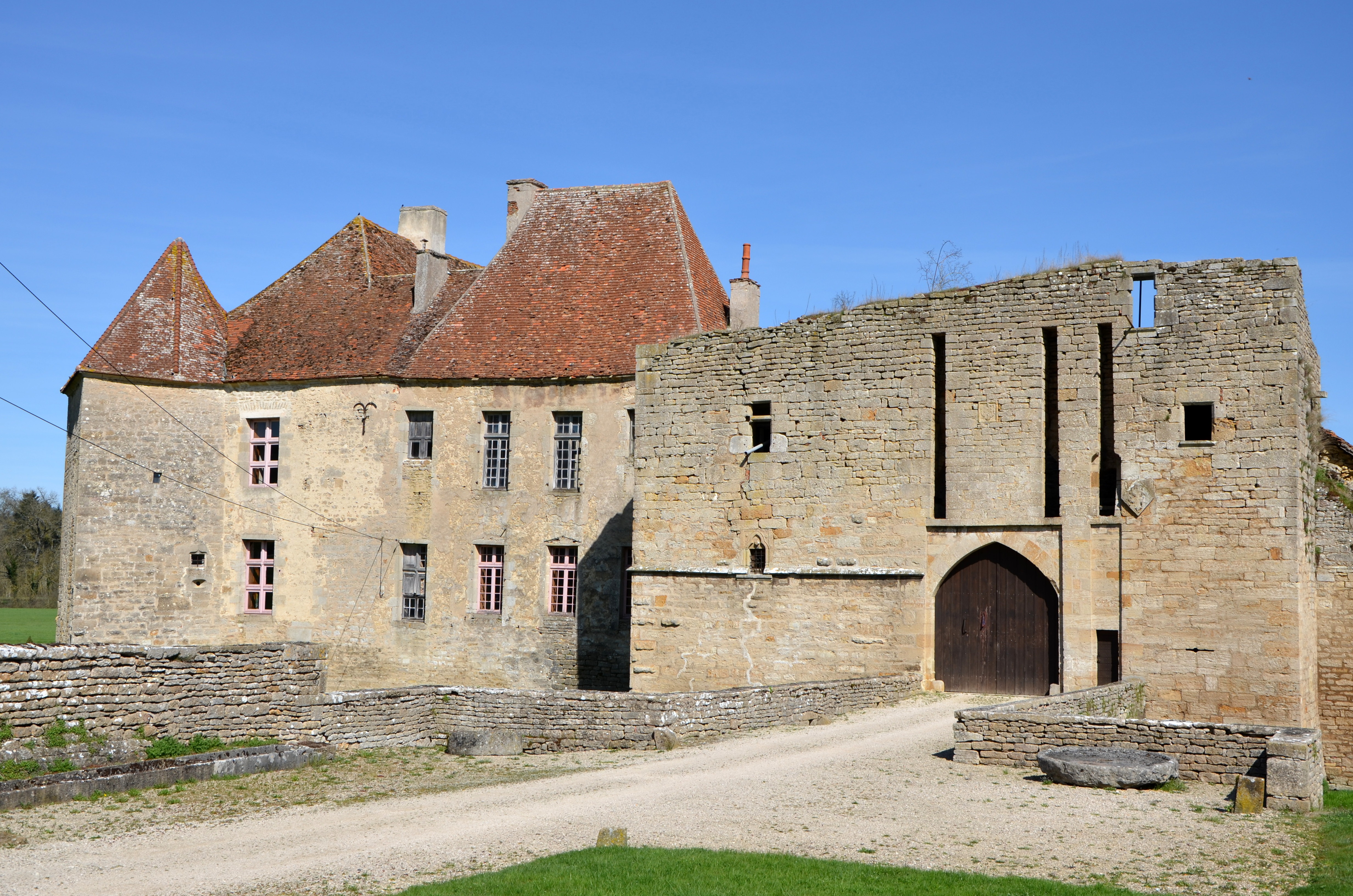
Le château en avril 2013.

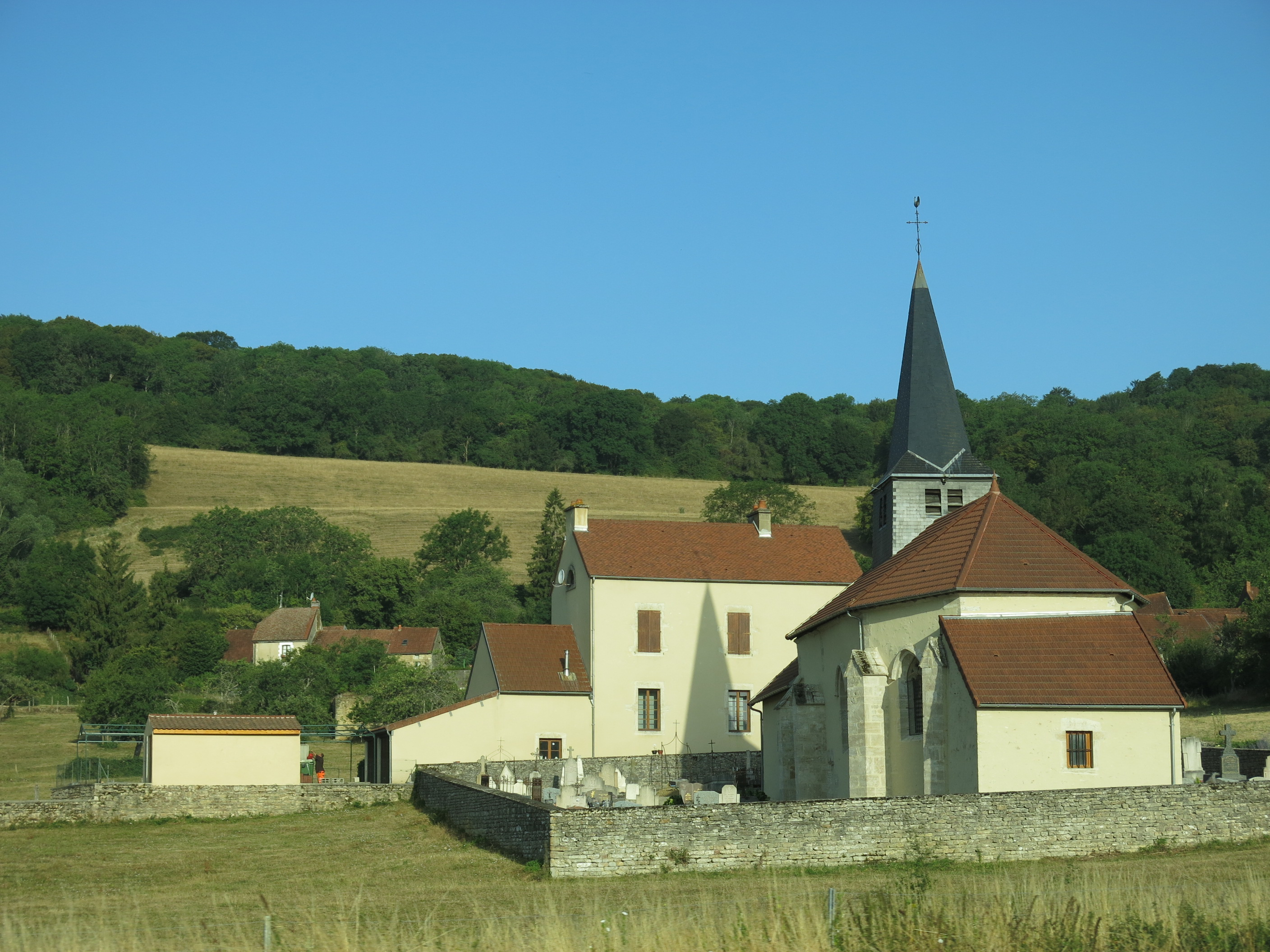
L'église en 2019.

### Lieux et monuments
- Le château d'Éguilly du XIIe siècle, classé monument historique par arrêté du 7 décembre 1993.
- Les jardins à la française du château sont inscrits à la même date.
- L'église de la nativité, datant de la seconde moitié du XVe siècle, restaurée dans le 3e quart du XIXe siècle.
- Le canal de Bourgogne avec une écluse et sa voie verte.

### Personnalités liées à la commune
- Droco d'Escguilly[18]. Chevalier en 1339. Il est inhumé en l'abbatiale Saint-Benigne de Dijon, dont Hugues d'Arc est alors abbé. Sa grande plaque tombale en pierre est dressée dans le collatéral droit, près de celle de Marguerite d'Arc.
- Othe d'Esguilly. Chevalier (1350). En 1373, la duchesse de Bourgogne le désigne pour visiter tous les lieux fortifiés de l'Auxois. Il meurt entre 1373 et 1379. Epoux de Jeanne de Dampierre.
- Thomas d'Esguilly. Frère du précédent. Écuyer (1370). Capitaine de Pontalier (1364). Il vend en 1400 à Aglantine, veuve de Perrot Poisot, de Saint-Seine, des droits près de Saint-Thibault ; puis en 1406 ce qu'il a à Blancey et finalement l'ensemble de ses biens dont Esguilly. Petit-fils de Marguerite d'Arc.  La descendance ruinée du lignage est citée en Auxois au XVe siècle.
- Perrot Poinsot. Sa veuve Aglantine, domiciliée à Saint-Seine, achète progressivement à Thomas d'Esguilly, ses biens à et dans les environs d'Esgilly. Dès lors, sa descendance s'installe à Esguilly et en prend partiellement puis totalement le nom au XVIe siècle. Cette famille n'a pas de liens avec la famille du XIVe siècle.
- Louis Gareau (1769-1813), général des armées de la République et de l'Empire.

Les marquis d'Éguilly (titre créé en 1750) issus de la famille de Mac Mahon :
1. Jean-Baptiste Mac-Mahon (1715-1775), 1er marquis d'Éguilly ;
2. Charles Laure de Mac-Mahon (1752-1830), fils du précédent, 2e marquis d'Éguilly ;
3. Charles-Marie de Mac-Mahon (1793-1845), neveu du précédent, 3e marquis d'Éguilly ;
4. Charles-Henri de Mac-Mahon (1828-1863), fils du précédent, 4e marquis d'Éguilly ;
5. Charles-Marie de Mac-Mahon (1856-1894), fils du précédent, 5e marquis d'Éguilly ;
6. Marie Armand Patrice de Mac Mahon (1855-1927), cousin du précédent, 2e duc de Magenta, 6e marquis d'Éguilly.

### Héraldique
| Blason de Éguilly | Blason  | D'azur à cinq faucons d'or 2, 2 et 1, au lambel à l'antique d'argent brochant sur le tout. |
| Blason de Éguilly | Détails | Le statut officiel du blason reste à déterminer.                                           |